# Rory O'Carroll
Pour les articles homonymes, voir O'Carroll.
Rory O'Carroll en Anglais ou  Ruairí Ó Cearrbhaill en Irlandais, (né le 30 novembre 1989 à Stillorgan dans le Comté de Dublin) est un joueur Irlandais de Football gaélique et de hurling. Il évolue au poste de arrière central et dispute les compétitions inter-comtés sous les couleurs de Dublin.
Son frère Ross est également joueur de football inter-comté avec Dublin.
O'Carroll est membre du club de Kilmacud Crokes avec lequel il a remporté un titre de champion d'Irlande des clubs en 2009.

## Carrière de joueur

### Inter-comté
Membre éminent de l'équipe des moins de 21 ans de Dublin entre 2005 et 2010, il remporte deux All-Ireland dans cette catégorie en 2009 et 2010. 
Rory O'Carroll fait ses débuts senior en inter-comté face à Kerry en mars 2009 lors d'un match de NFL.
Il a remporté le All-Ireland Senior Football Championship à deux reprises avec Dublin en 2011 (face à Kerry) puis en 2013 (face à Mayo).
Le 8 novembre 2013, il est nommé dans la GAA All Stars team pour la première fois de sa carrière.

## Palmarès

### Collectif
Kilmacud Crokes
- All Ireland des clubs:
  - Vainqueur (1): 2009
- Championnat du Leinster des clubs:
  - Vainqueur (2): 2008, 2010
- Championnat de Dublin:
  - Vainqueur (2): 2008, 2010

Dublin
- All-Ireland Senior Football Championship
  - Vainqueur (2): 2011, 2013
- Leinster Senior Football Championship:
  - Vainqueur (3): 2011, 2012, 2013
- Ligue Nationale de Football (Div 1):
  - Vainqueur (1): 2013

### Individuel
- 1 All Stars Award (2013)